# Eurovision Song Contest 1968
Eurovision Song Contest 1968 blev skelsættende for hele programmet. For første gang blev showet sendt med farver, selvom der ikke var mange som havde farve-tv dengang. Men det betød en enorm forskel for dem der kunne. Det var samtidig en af de tætteste afstemninger, der endte med kun et point mellem vinderen og nr. 2.

## Deltagere og resultater
| Land (Sprog)   | Solist                           | Sang (Uofficiel oversættelse)      | Plads. | Point |
| -------------- | -------------------------------- | ---------------------------------- | ------ | ----- |
| Portugal       | Carlos Mendes                    | Verão                              | 11     | 5     |
| Holland        | Ronnie Tober                     | Morgen                             | 16     | 1     |
| Belgien        | Claude Lombard                   | Quand tu reviendras                | 7      | 8     |
| Østrig         | Karel Gott                       | Tausend Fenster                    | 13     | 2     |
| Luxembourg     | Chris Baldo & Sophie Gare        | Nous vivrons d'amour               | 11     | 5     |
| Schweiz        | Gianni Mascolo                   | Guardando il sole                  | 13     | 2     |
| Monaco         | Line & Willy                     | A chacun sa chanson                | 7      | 8     |
| Sverige        | Claes-Göran Hederström           | Det börjar verka kärlek, banne mej | 5      | 15    |
| Finland        | Kristina Hautala                 | Kun kello käy                      | 16     | 1     |
| Frankrig       | Isabelle Aubret                  | La source                          | 3      | 20    |
| Italien        | Sergio Endrigo                   | Marianne                           | 10     | 7     |
| Storbritannien | Cliff Richard                    | Congratulations                    | 2      | 28    |
| Norge          | Odd Børre                        | Stress                             | 13     | 2     |
| Irland         | Pat McGeegan                     | Chance of a lifetime               | 4      | 18    |
| Spanien        | Massiel                          | La la la                           | 1      | 29    |
| Vesttyskland   | Wencke Myhre                     | Ein Hoch der Liebe                 | 6      | 11    |
| Jugoslavien    | Luci Kapurso & Hamo Hajdarhodzic | Jedan dan                          | 7      | 8     |

51°30′03″N 0°10′39″V / 51.500944444444°N 0.17743611111111°V